# Amata rubicunda
Amata rubicunda är en fjärilsart som beskrevs av Paul Mabille 1892. Amata rubicunda ingår i släktet Amata och familjen björnspinnare. Inga underarter finns listade i Catalogue of Life.